# Saint-Coulitz
Saint-Coulitz (bretonisch Sant-Kouled) ist eine französische Gemeinde im Département Finistère in der Bretagne mit 471 Einwohnern (Stand 1. Januar 2022). Sie gehört zum Arrondissement Châteaulin und zum Kanton Crozon.

## Geografie
Die Gemeinde befindet sich Westen der Bretagne etwa im Zentrum des Départements, am Rand des Regionalen Naturparks Armorique (französisch Parc naturel régional d’Armorique). Der Ort liegt südlich der Aulne, dem längsten Fluss des Départements, die hier als Bestandteil des Canal de Nantes à Brest kanalisiert ist. Wenige Kilometer weiter nordwestlich bei Port-Launay öffnet sich die Aulne zu einem Mündungstrichter, der in die Rade de Brest, einer tief ins Land ragenden Bucht des Atlantiks, mündet.
Châteaulin liegt etwa drei Kilometer nordwestlich, Quimper 21 km südlich und Brest 38 km nordwestlich.

## Verkehr
Die nächstgelegene Abfahrt an der autobahnähnlich ausgebauten Schnellstraße E 60 (Nantes-Brest) und den nächsten Regionalbahnhof an der überwiegend parallel verlaufenden und zum Netz der TER Bretagne gehörenden Bahnlinie gibt es bei Châteaulin.
Bei Brest befindet sich der Regionalflughafen Aéroport Brest-Bretagne.

## Bevölkerungsentwicklung

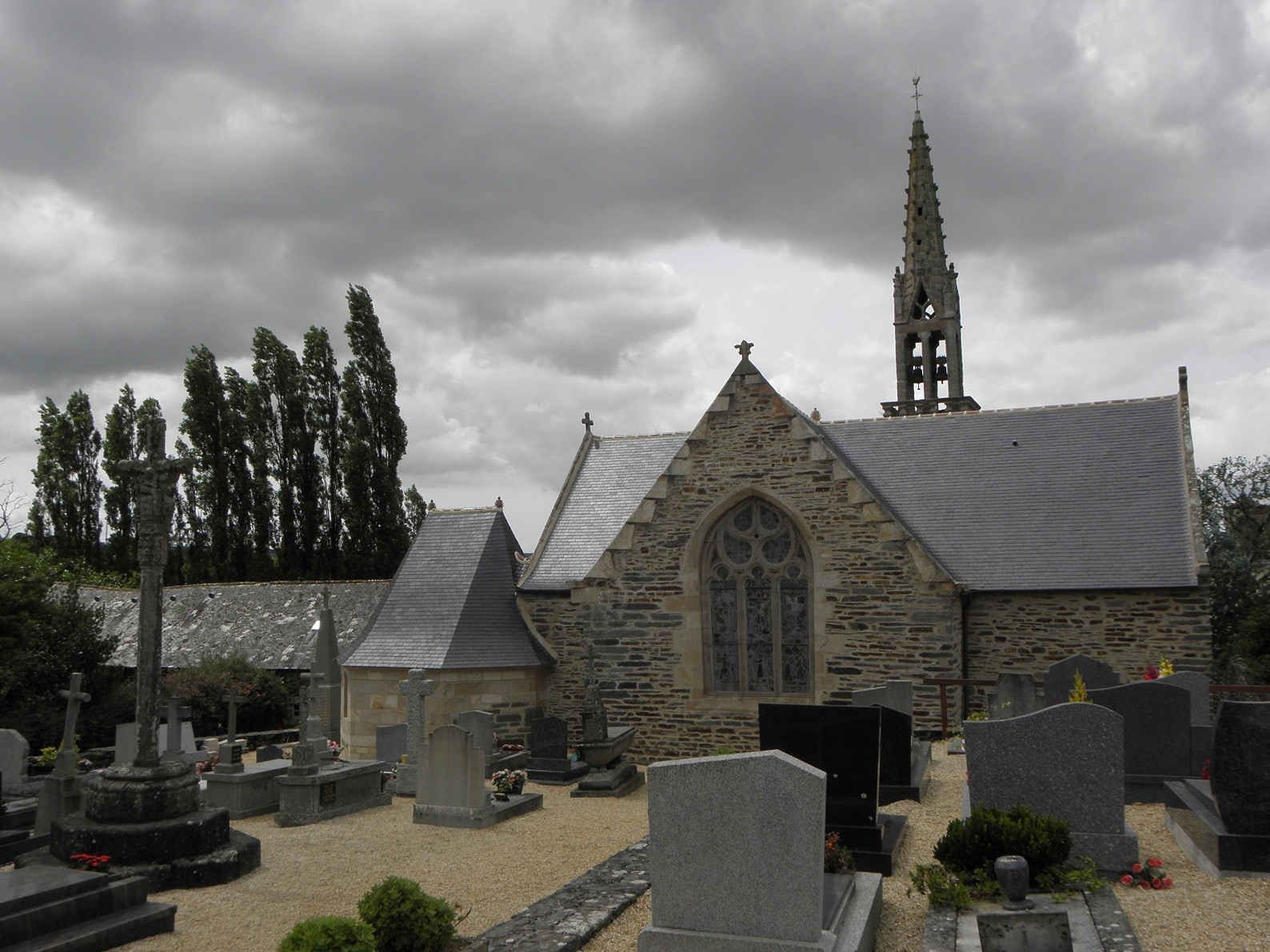
Kirche Saint-Coulitz

| Jahr                       | 1962 | 1968 | 1975 | 1982 | 1990 | 1999 | 2006 | 2017 |
| Einwohner                  | 415  | 357  | 372  | 348  | 354  | 395  | 424  | 437  |
| Quellen: Cassini und INSEE |      |      |      |      |      |      |      |      |